# Culex kuhnsi
Culex kuhnsi är en tvåvingeart som beskrevs av King och Harry Hoogstraal 1955. Culex kuhnsi ingår i släktet Culex och familjen stickmyggor. Inga underarter finns listade i Catalogue of Life.